# B.S. og recepten på lykke
B.S. og recepten på lykke er et tv-program, der havde premiere 12. februar 2014 på TV 2. Programmet handler om fire kvinder, der alle har det til fælles, at de er på antidepressiv medicin. Kvinderne har et fælles ønske om at komme af med deres antidepressive medicin, som de har taget i årevis.

## Deltagere
Natalie, Eva, Mille og Camilla møder B.S. for første gang i Nordsjælland, for at tale om deres problemer, hvorfor de kom på medicinen og  gerne vil af med den. 

## Opgaver og udfordringer
Under optagelserne, bliver de løbende udsat for en række opgaver og udfordringer, for at overskride nogle grænser samt får tilgang til nye værktøjer og metoder for at klare livets op- og nedture. 

## Destinationer
Optagelserne foretages i to forskellige områder og lande, Lanzarote i Spanien og Canada. 
Destinationerne er valgt, for at tilgodese et anderledes miljø og omgivelser end de har adgang til i Danmark. 

## Støtte-eksperter
På turen deltager tre eksperter, som følger pigernes udvikling i forbindelse med deres nedtrapning af antidepressiv medicin. 
Støtte-funktionerne udføres af overlæge i psykiatri Karin Garde, som har 40 års erfaring inden for dette felt,  terapi af psykologen Irene H. Oestrich og kostvejledning fra Hanne Juul.